# 1952年美国总统选举
1952年美國總統選舉於1952年11月4日舉行投票。第33任總統哈利·S·杜魯門因已連任一次，依據美國憲法第二十二修正案規定，不得競選連任。
這次總統選舉也是電視首次被運用在政治宣傳中，包括共和黨陣營副總統候選人理查·尼克森著名的跳棋演講，透過電視和廣播電台轉播，有超过6000万美國人收看或收听了这场演讲，创下了当时电视观众人数的新纪录。

## 提名

### 共和党
共和党提名人的斗争在德怀特·艾森豪威尔等几位候选人展开：艾森豪威尔成为共和党內溫和东部地区建制的候选人；俄亥俄州参议员罗伯特·塔夫脱长期领导着共和党的保守派；加利福尼亚州州长厄尔·沃伦有西方代表及独立选民支持；以及在中西部地区也有选民支持的明尼苏达州前州长哈罗德·斯达森。
沃伦在加利福尼亚州非常受欢迎，但他拒绝参加初选，从而减少了他赢得提名的机会。他拥有加利福尼亚州代表团的支持，他的支持者希望，加利福尼亚代表团和他的支持者希望，在艾森豪威尔-塔夫脱僵局的情况下，沃伦可能成为一个折衷人选。
由塔夫脱领导的共和党保守派以中西部和南部為根據地。保守派想要废除许多新政的福利计划；在外交政策中，他们通常是不干涉主义者，认为美国应该避免与外国势力结盟。塔夫脱曾在1940年和1948年參與角逐共和党提名候选人，但两次被来自纽约的共和党人打败（1948年是杜威；1940年是温德尔·威尔基）。当竞选再度开始时，塔夫脱已经62岁，他承认1952年是他最后一次获得提名的机会，这使他的支持者为他努力工作。塔夫脱从来不能克服的弱点，是许多党內大老擔心他過於保守和具争议性，沒有能力赢得总统选举。
在被说服參選之后，艾森豪威尔在新罕布什尔州的初选取得了重大胜利，给了他一个打败塔夫脱的意外胜利。但是，从那里一直到共和党大会初选，两人得票还是相差无几，塔夫脱赢得了内布拉斯加州、威斯康星州、伊利诺伊州、南达科他州州的初选，同时艾森豪威尔赢得了新泽西州，宾夕法尼亚州、马萨诸塞州和俄勒冈州的初选。斯塔森和沃伦分别只赢得了他们的所在州——明尼苏达州和加利福尼亚州，这有力的结束了他们获得提名的机会。道格拉斯·麦克阿瑟将军也有来自不同州（大多是俄勒冈州）的十名代表的支持，但从竞选的初期他已表明没有兴趣角逐提名。

### 共和党大会

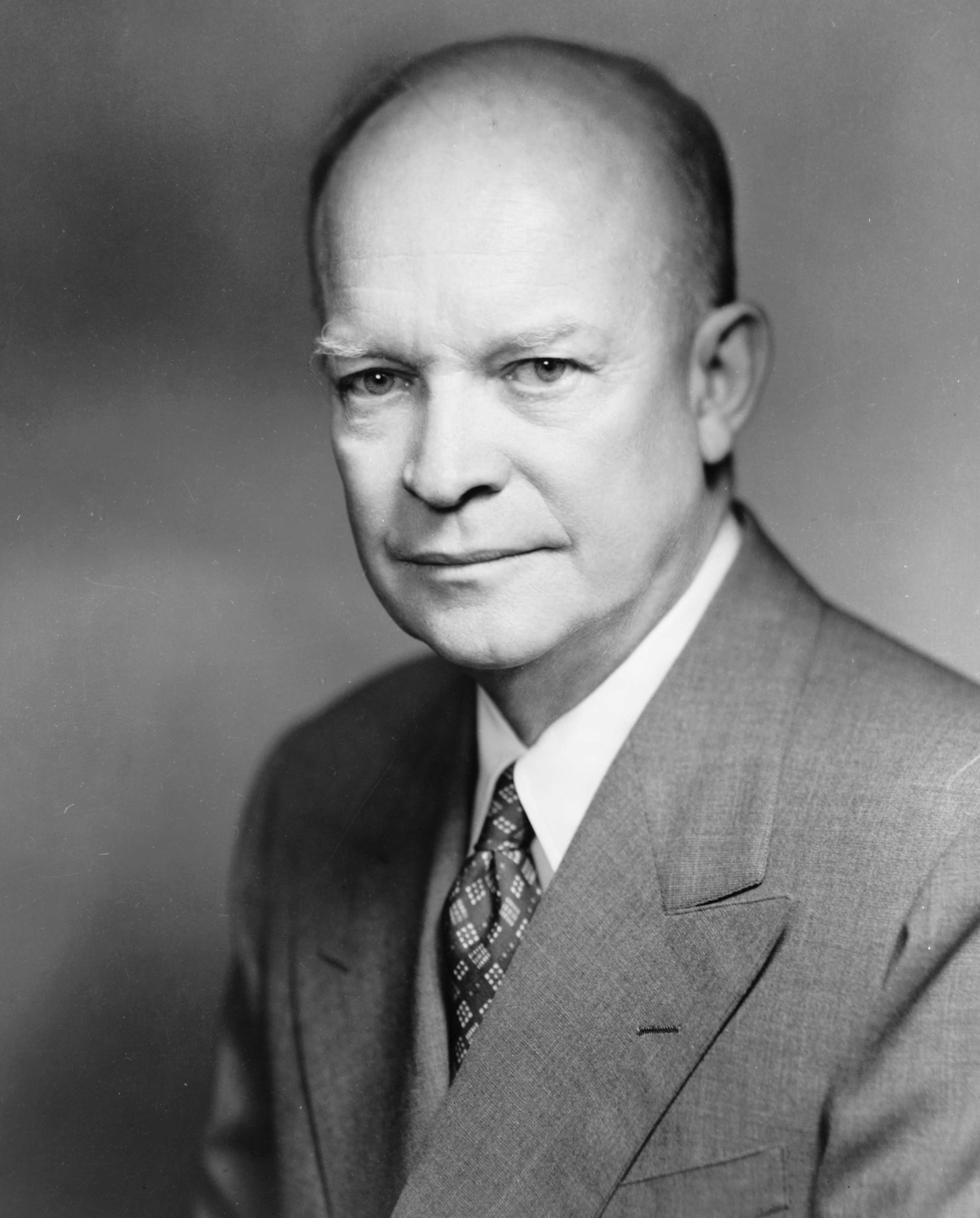
歐洲盟軍最高司令德怀特·D·艾森豪威尔
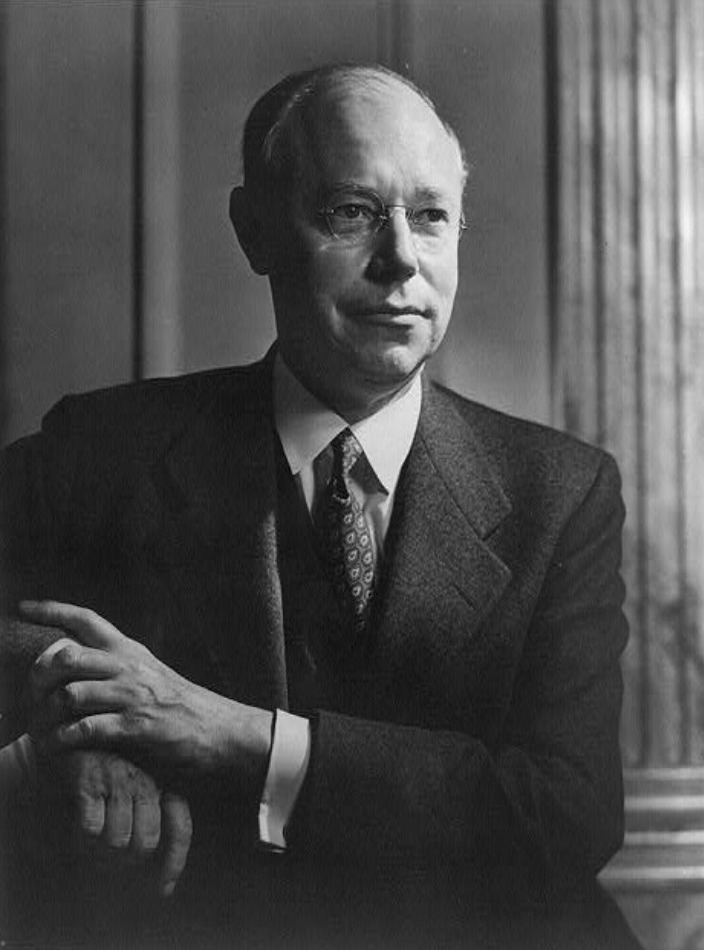
俄亥俄州聯邦參議員罗伯特·A·塔夫脱
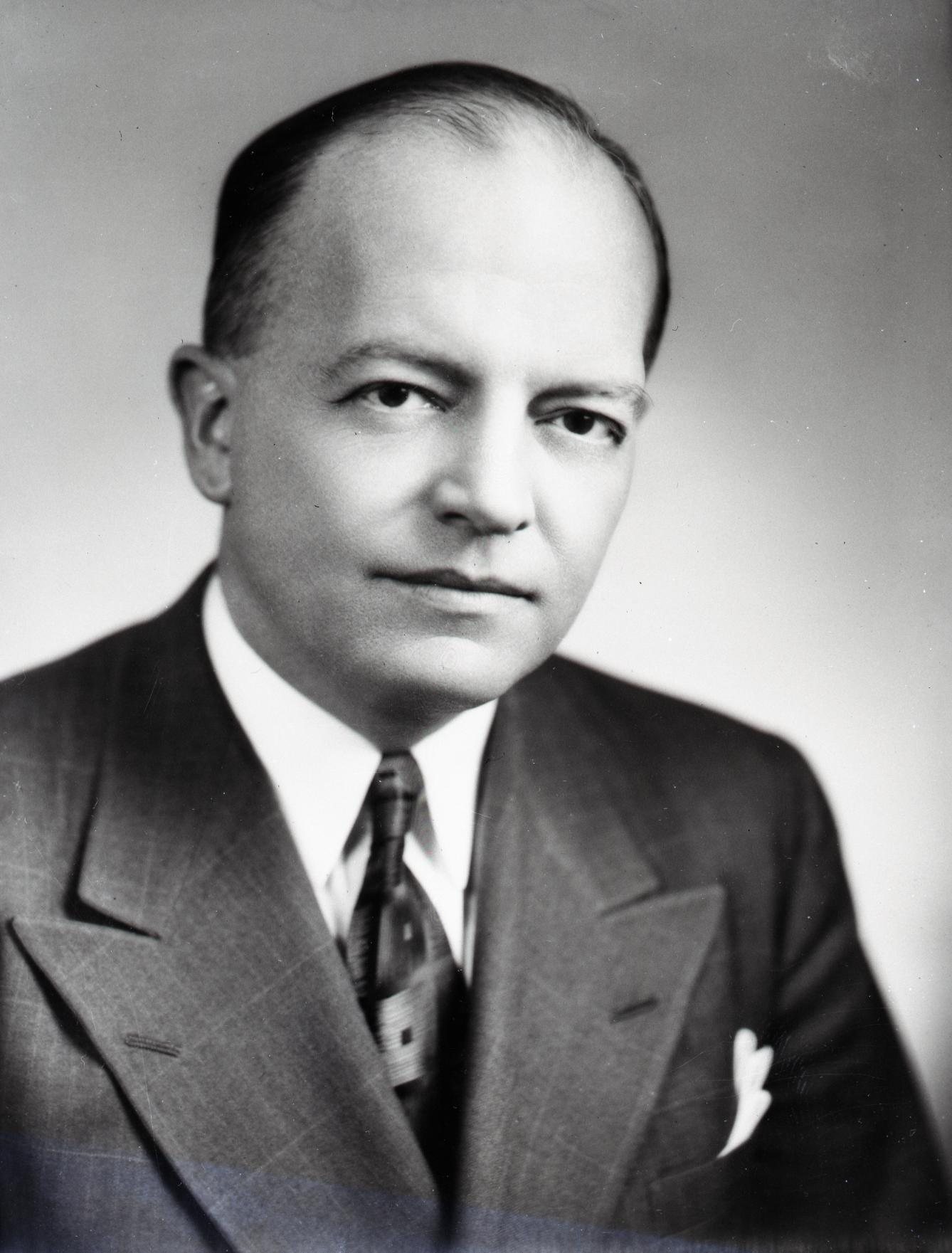
明尼蘇達州州長哈罗德·斯达森
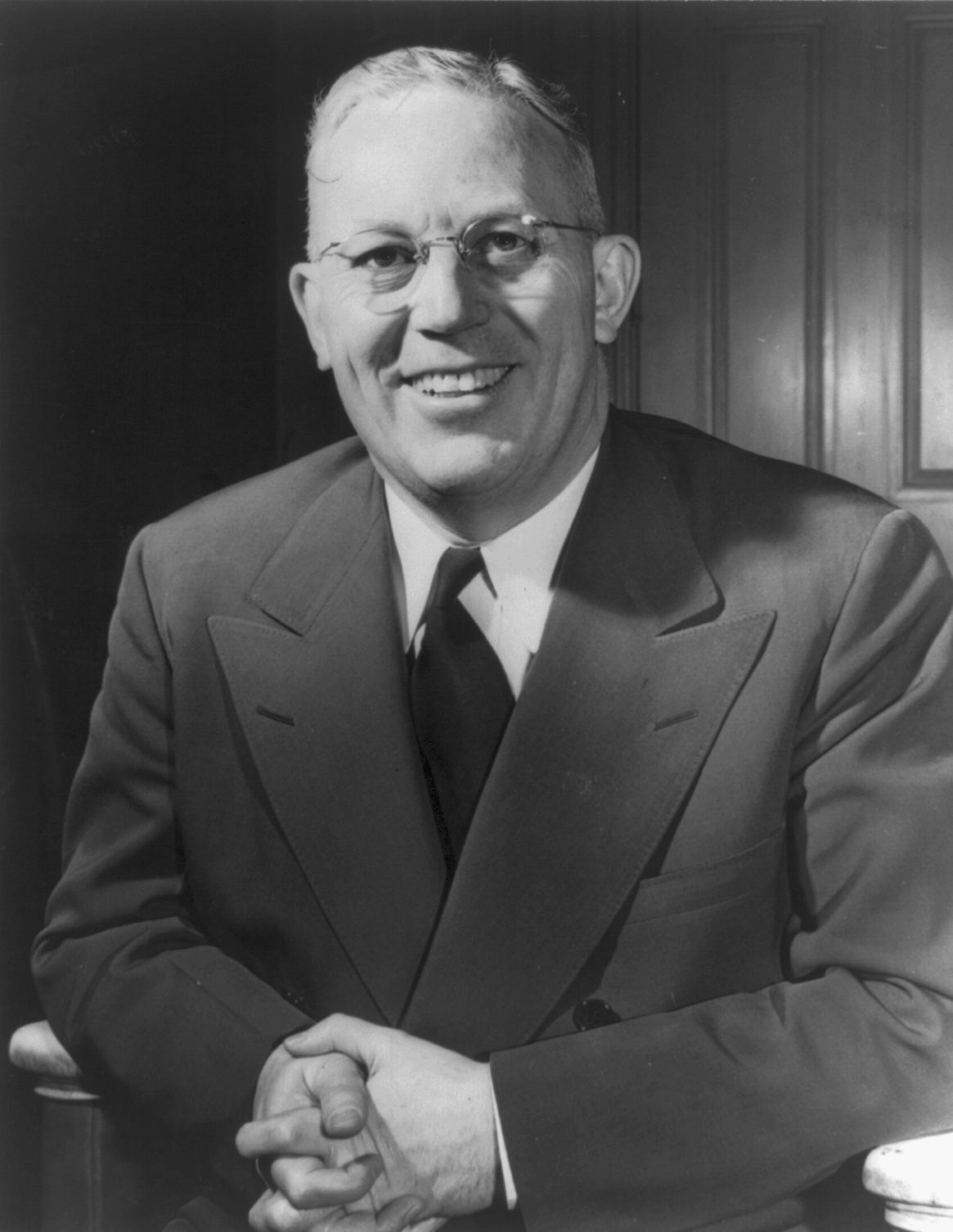
加利福尼亞州州長厄尔·沃伦
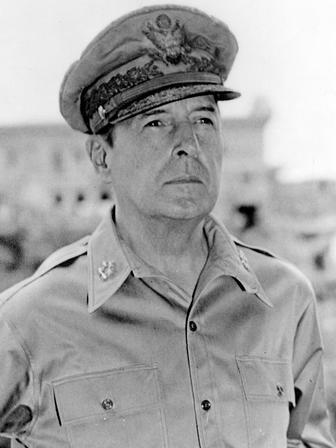
美國陸軍參謀長道格拉斯·麦克阿瑟

然而，这次大会是美国历史中心情最痛苦的一次大会，艾森豪威尔和塔夫脱争夺德克萨斯州和佐治亚州等南部各州的代表席位，之后艾森豪威尔阵营的提案通过，使其派系取得那些州的代表席位。当伊利诺伊州的参议员、塔夫脱的支持者之一埃弗里特·德克森在一次讲话中指着在会议层帮助艾森豪威尔的杜威，指责他领导共和党人“走在失败的道路上”。代表们发出了杂乱的嘘声和欢呼声，艾森豪威尔和塔夫脱的代表们甚至打了起来。
最后，艾森豪威尔在第一轮投票中打败了塔夫脱。为了修補雙方關係，他去了塔夫脱的酒店套房和其见面。塔夫特发表了一个简短的声明，祝贺艾森豪威尔的胜利，但他对感觉是不真实的“窃取代表”感到痛苦。他在大會過后几个星期內沒有積極支持艾森豪威尔。1952年9月，塔夫脱和艾森豪威尔在纽约的晨边高地再次相遇，塔夫脱答应积极支持艾森豪威尔，以换取艾森豪威尔同意许多要求。如果艾森豪威尔赢得了选举，其中一个要求是艾森豪威尔要给予塔夫脱的追随者公平互惠的位置，其它要求包括艾森豪威尔同意採取平衡的联邦预算和「在各個範疇打擊正在國內蔓延的社会主义」。艾森豪威尔同意了這些条款，於是塔夫脱努力為共和党的選舉出力。事实上，艾森豪威尔和塔夫在大部分国内问题上沒有分歧；他们的分歧主要是在外交政策。
| 总统的投票，RNC1952年 |                      |                      |
| 选票                  | 第一轮投票（重組前） | 第一轮投票（重組後） |
| 德怀特·D·艾森豪威尔   | 595                  | 845                  |
| 罗伯特·塔夫脱         | 500                  | 280                  |
| 厄尔·沃伦             | 81                   | 77                   |
| 哈罗德·斯达森         | 20                   | 0                    |
| 道格拉斯·麦克阿瑟     | 10                   | 4                    |

### 民主黨

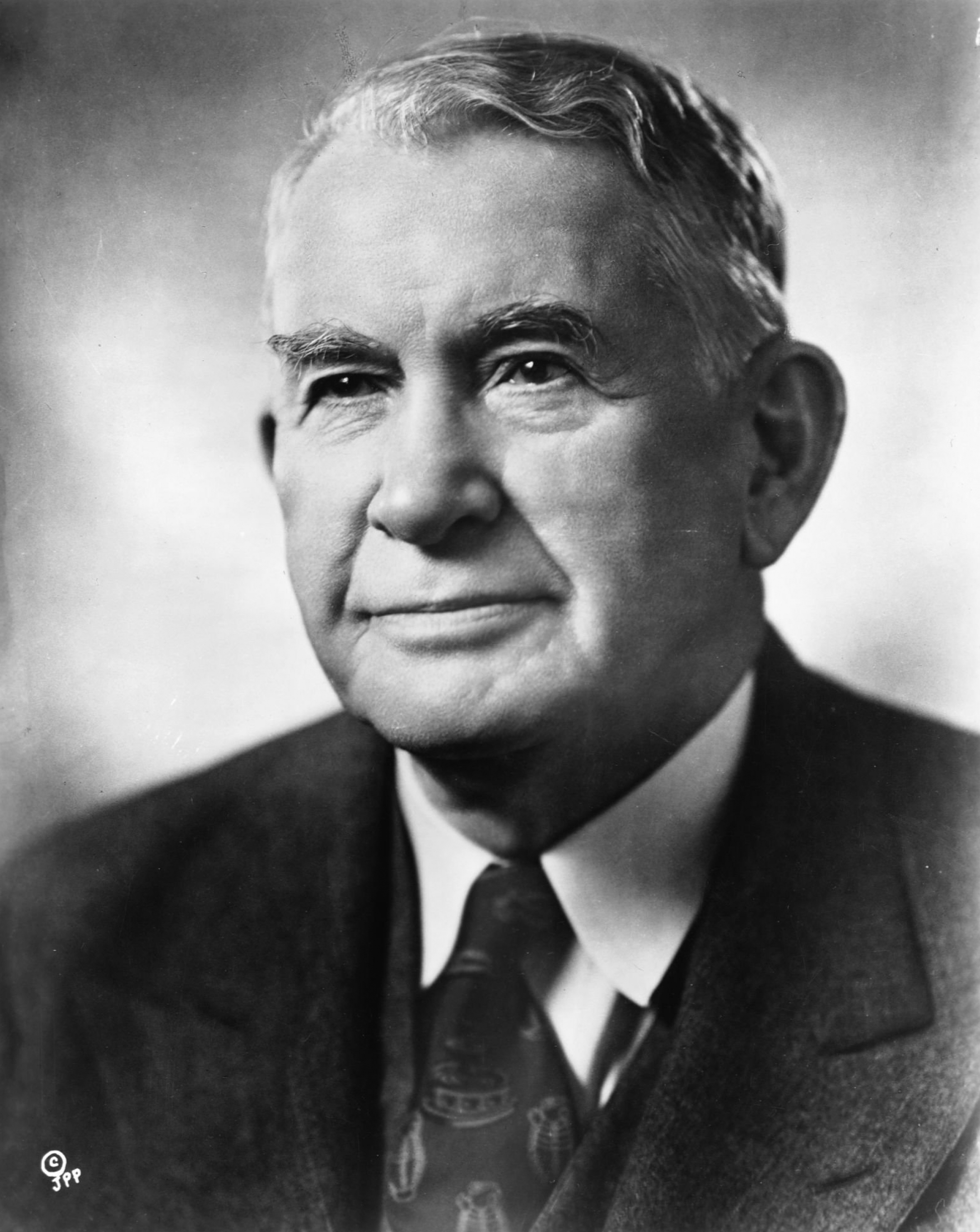
副總統阿尔本·W·巴克利
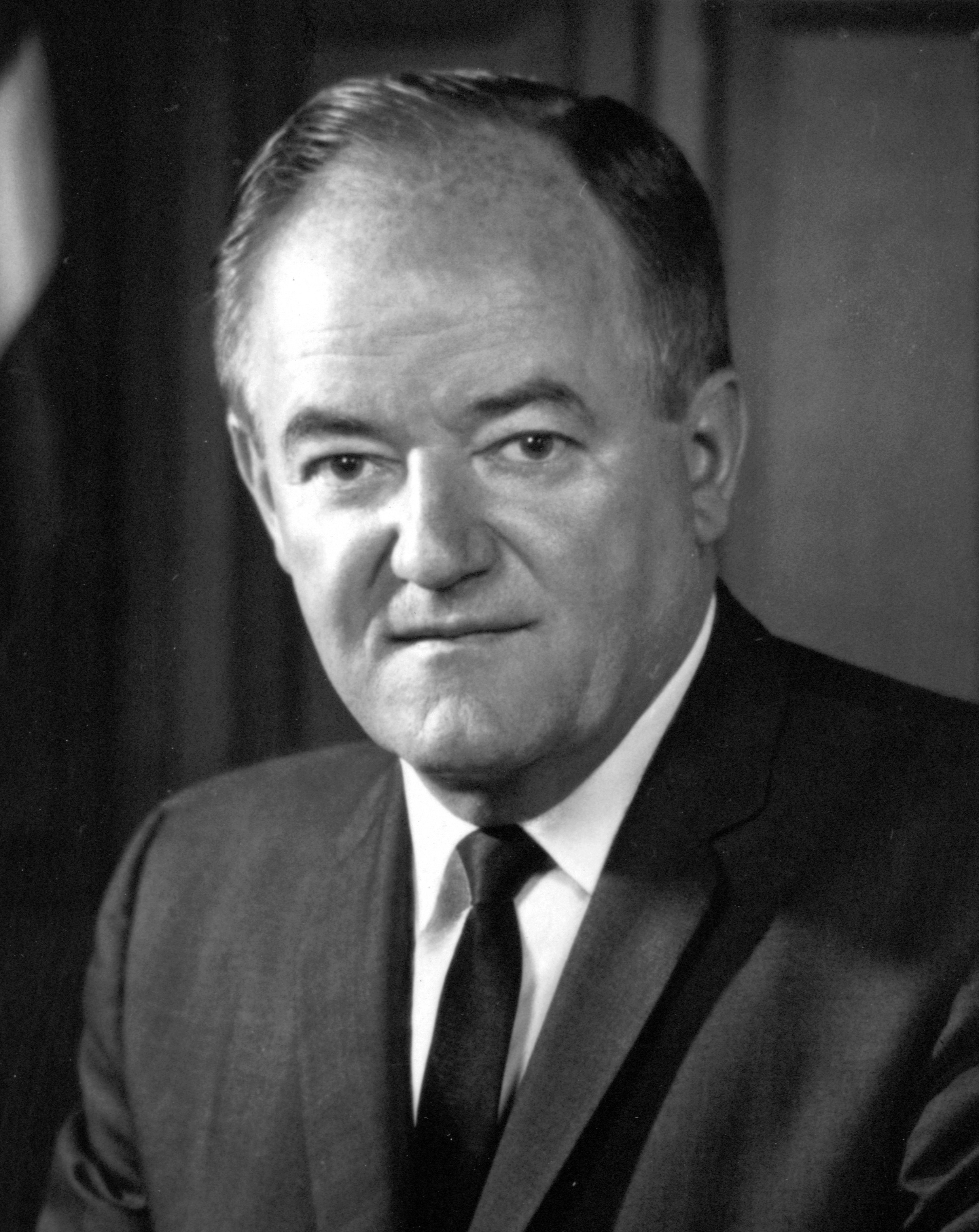
明尼蘇達州聯邦參議員休伯特·汉弗莱
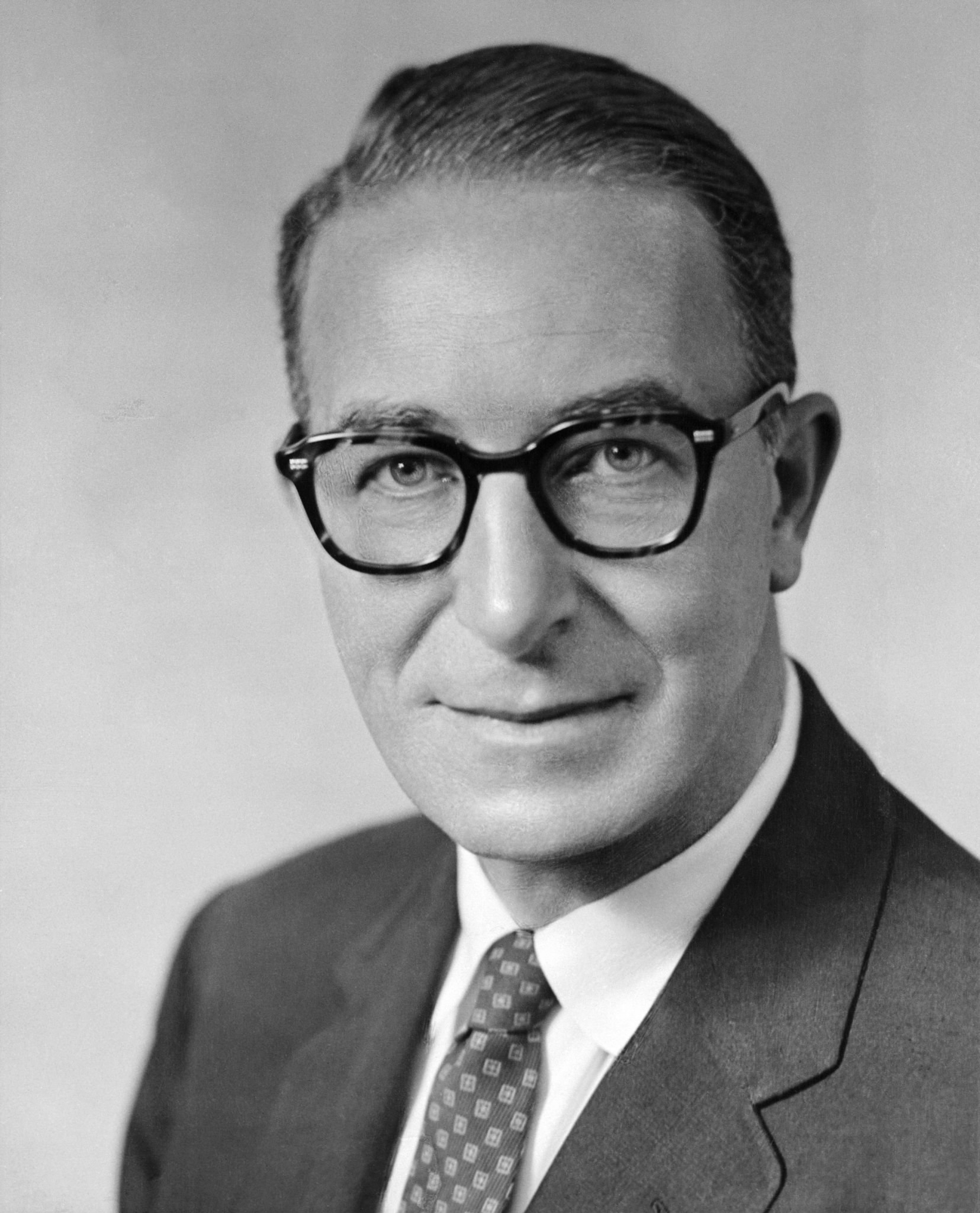
田納西州聯邦參議員愛斯特·凱弗維爾
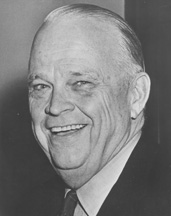
奧克拉荷馬州聯邦參議員羅伯特·山繆·科爾（英语：Robert S. Kerr）
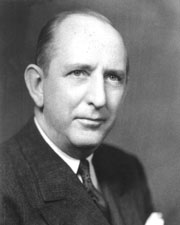
喬治亞州聯邦參議員小理察·布里瓦德·羅素
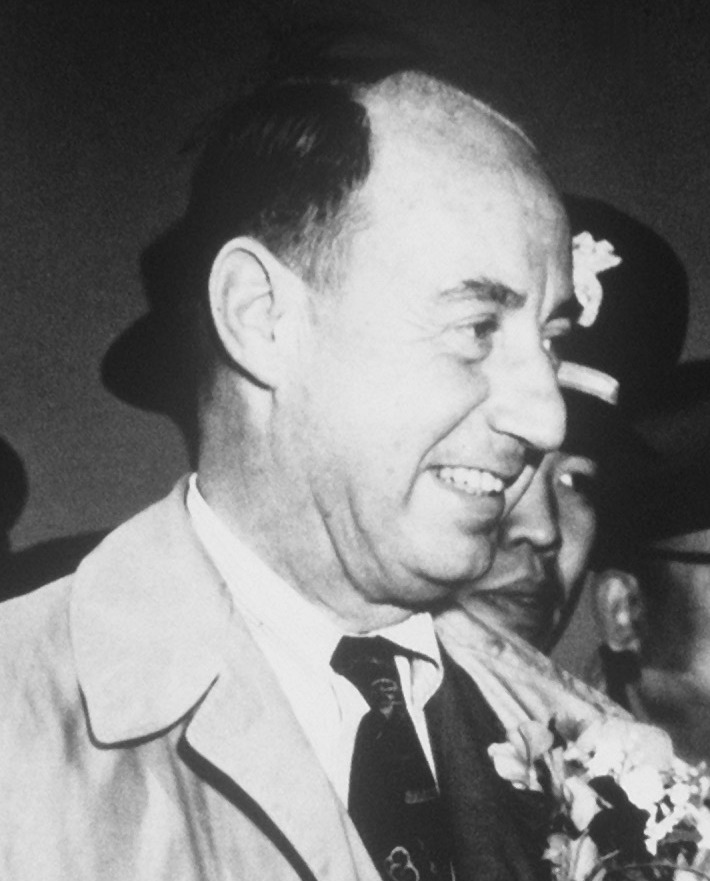
伊利諾州州長阿德萊·史蒂文森二世

杜鲁门的主要对手为民粹主义的田纳西州参议员爱斯特·凯弗维尔，他于1951年主持了一个全国电视播送的有组织犯罪调查，被称为打击犯罪和腐败的十字军。 2月15日的盖洛普民意调查显示出杜鲁门的弱点：全国的民主党人只有36%的人选择杜鲁门，凯弗维尔則有21%。而在独立选民中，杜鲁门的支持度只有18%，而凯弗维尔則以36%的支持度領前。杜魯門在新罕布什尔州初選中被凯弗维尔擊敗後，3月，杜魯門宣佈放棄競逐連任，又極力勸說伊利诺伊州州長阿德萊·史蒂文森參選，最終史蒂文森成為了民主黨的總統候選人，但史蒂文森後來敗給艾森豪。